# Flughafen Miri

i8
i11
i13
Der Flughafen Miri (malaiisch Lapangan Terbang Miri, englisch Miri Airport, IATA-Code: MYY, ICAO-Code: WBGR) ist der Flughafen der Stadt Miri auf der Insel Borneo in Malaysia. Er ist nach Flugbewegungen der drittgrößte, nach Passagierzahlen der fünftgrößte Flughafen in Malaysia. 

## Weiterer Ausbau
Am 6. Dezember 2011 kündigte der stellvertretende Transportminister von Malaysia, Datuk Abdul Rahim Bakri an, den Flughafen Miri weiter auszubauen, nachdem die Passagierzahlen in den ersten 9 Monaten 2011 um 9,7 % von 1,23 Millionen im selben Vorjahreszeitraum auf 1,35 Millionen gestiegen sind. 

Flughafen Miri bei Nacht